# رومولو دوس سانتوس د سوزا
رومولو دوس سانتوس د سوزا (انگلیسی: Rômulo dos Santos de Souza؛ زادهٔ ۲۸ آوریل ۱۹۹۵) بازیکن فوتبال اهل برزیل است.
از باشگاه‌هایی که در آن بازی کرده‌است می‌توان به باشگاه فوتبال آوایی، باشگاه فوتبال الظفره اشاره کرد.